# Phycus imitans
Phycus imitans är en tvåvingeart som först beskrevs av White 1915.  Phycus imitans ingår i släktet Phycus och familjen stilettflugor. Inga underarter finns listade i Catalogue of Life.